# Ansari X Prize
 (mai 2024).
La mise en forme du texte ne suit pas les recommandations de Wikipédia : il faut le « wikifier ».
Les points d'amélioration suivants sont les cas les plus fréquents. Le détail des points à revoir est peut-être précisé sur la page de discussion.
- Les titres sont pré-formatés par le logiciel. Ils ne sont ni en capitales, ni en gras.
- Le texte ne doit pas être écrit en capitales (les noms de famille non plus), ni en gras, ni en italique, ni en « petit »…
- Le gras n'est utilisé que pour surligner le titre de l'article dans l'introduction, une seule fois.
- L'italique est rarement utilisé : mots en langue étrangère, titres d'œuvres, noms de bateaux, etc.
- Les citations ne sont pas en italique mais en corps de texte normal. Elles sont entourées par des guillemets français : « et ».
- Les listes à puces sont à éviter, des paragraphes rédigés étant largement préférés. Les tableaux sont à réserver à la présentation de données structurées (résultats, etc.).
- Les appels de note de bas de page (petits chiffres en exposant, introduits par l'outil «  Source ») sont à placer entre la fin de phrase et le point final[comme ça].
- Les liens internes (vers d'autres articles de Wikipédia) sont à choisir avec parcimonie. Créez des liens vers des articles approfondissant le sujet. Les termes génériques sans rapport avec le sujet sont à éviter, ainsi que les répétitions de liens vers un même terme.
- Les liens externes sont à placer uniquement dans une section « Liens externes », à la fin de l'article. Ces liens sont à choisir avec parcimonie suivant les règles définies. Si un lien sert de source à l'article, son insertion dans le texte est à faire par les notes de bas de page.
- La présentation des références doit suivre les conventions bibliographiques. Il est recommandé d'utiliser les modèles {{Ouvrage}}, {{Chapitre}}, {{Article}}, {{Lien web}} et/ou {{Bibliographie}}. Le mode d'édition visuel peut mettre en forme automatiquement les références.
- Insérer une infobox (cadre d'informations à droite) n'est pas obligatoire pour parachever la mise en page.

Pour une aide détaillée, merci de consulter Aide:Wikification.
Si vous pensez que ces points ont été résolus, vous pouvez retirer ce bandeau et améliorer la mise en forme d'un autre article.
 (mai 2024).
Si vous disposez d'ouvrages ou d'articles de référence ou si vous connaissez des sites web de qualité traitant du thème abordé ici, merci de compléter l'article en donnant les références utiles à sa vérifiabilité et en les liant à la section « Notes et références ».
Pour les articles homonymes, voir Ansari.
L'Ansari X Prize, précédemment appelé le X Prize mais rebaptisé à la suite d'une donation de la famille Ansari, est un prix de dix millions de dollars américains attribué à la première organisation non gouvernementale qui a pu lancer dans l'espace un véhicule spatial habité. Créé en 1996, il a été remporté par SpaceShipOne le 4 octobre 2004.
Le X Prize était conçu pour encourager l'industrie spatiale dans le secteur privé, raison pour laquelle les candidats ne pouvaient bénéficier de subventions gouvernementales. Il visait à démontrer que le vol spatial peut être abordable et accessible aux civils et aux entreprises, ouvrant la porte aux vols spatiaux commerciaux et au tourisme spatial. Il espérait aussi que la compétition allait créer des innovations techniques, introduisant de nouvelles méthodes à bas prix pour entrer en orbite terrestre. Si tout se passait comme prévu, les gagnants du X Prize pourraient devenir les pionniers du voyage spatial à bas prix et de l'expansion débridée de l'être humain dans le système solaire.
Vingt-sept équipes à travers le monde ont participé, allant d'hobbyistes volontaires à de larges opérations menées par des entreprises. Quelques équipes ont fait la une avec leurs tests et une, SpaceShipOne (fabriqué par Scaled Composites), a effectué un vol de test médiatique à pleine altitude de son véhicule le 21 juin 2004.
Le X Prize est inspiré des nombreux prix du début du XXe siècle, qui ont incité le développement de l'aviation, notamment le prix Orteig de 25 000 $ qui a poussé Charles Lindbergh à faire son vol solo au-dessus de l'océan Atlantique. La NASA développe des prix similaires appelés les Centennial Challenges (en).

## Concours
Le prix sera attribué à la première équipe qui peut lancer un véhicule spatial emportant au moins trois membres d'équipage (ou un pilote humain et l'équivalent en ballast des deux autres) à une altitude de 100 kilomètres et ensuite répéter la même opération avec le même véhicule spatial dans les deux semaines. C'est un vol sub-orbital qui atteint les limites de l'espace, telles que définies par la Fédération aéronautique internationale, mais pas l'orbite terrestre. Le véhicule spatial devra être capable d'atterrir sur le même site que celui de décollage.
Les deux vols doivent être effectués avec le même véhicule. À l'exception du carburant, pas plus de 10 % du véhicule ne peut être remplacé entre les vols ; le reste du véhicule doit être réutilisé. Même la navette spatiale de la NASA ne remplit pas ces critères, puisqu'il faut plus de deux semaines pour préparer une navette entre les vols. Le véhicule doit être intact et théoriquement réutilisable après le second vol. Et, bien sûr, l'équipage doit revenir indemne.

### Règles du concours
Les participants doivent reconnaître et appliquer entre autres les règles décrites ci-dessous :
1. Le véhicule devra être financé de manière privée. Les participants ne recevront aucune aide financière gouvernementale, excepté la possibilité d'utiliser leurs installations (entrepôts, sites de recherche), si celles-ci sont normalement libres d'accès au public. Ils pourront aussi utiliser des pièces déjà réalisées par ces agences, même gouvernementales, à la condition que ces pièces soient déjà accessibles sur le marché public. 
2. Le véhicule devra réaliser deux vols sous 14 jours. Chaque vol devra emmener au moins une personne à une altitude minimale de 100 km. Le véhicule aura la capacité (en volume et poids) d'avoir à son bord au moins trois personnes de taille adulte (1,88 m, 90 kg). Chaque personne devra être capable d'entrer, de s'asseoir et de s'attacher avant le décollage.
3. L'équipage devra revenir en bonne condition physique, jugée par des membres du comité. Il en sera de même de l'état du véhicule, à savoir que le véhicule est réutilisable.

## Organisation
Créé le 18 mai 1996 et appelé initialement X Prize, il a été rebaptisé Ansari X Prize le 6 mai 2004 à la suite d'un don des entrepreneurs Anousheh Ansari et Amir Ansari (nés en Iran).
La Fondation X Prize (basée à Saint Louis, Missouri) maintient une liste des organisations inscrites pour concourir au prix. Quelques compagnies ont développé leur véhicule en secret, sans annoncer publiquement leurs plans jusqu'à ce qu'ils demandent les autorisations de vol air/espace de leur gouvernement local. Tel est le cas de Scaled Composites, une compagnie dont la participation au concours n'a été annoncée qu'en avril 2003. Cette liste ne contient notamment pas les compagnies classiques telles que Boeing et Lockheed, que beaucoup dans l'industrie croient incapables de remplacer leurs véhicules de transport spatial actuels par des alternatives à faible coût. Ces critiques avancent pour preuve plusieurs échecs de tentatives pour y parvenir, tel le projet X-33, sous contrat avec la NASA et d'autres agences du gouvernement des États-Unis. Cependant la fondation X Prize en elle-même n'empêche pas ces compagnies de participer, tant qu'elles peuvent prouver que leurs efforts sur le projet seront libres de tout subside du gouvernement.
Le financement du X Prize a expiré le 11 janvier 2005. La plupart des équipes encore dans la course se sont donc précipitées pour effectuer le lancement avant. SpaceShipOne a remporté l'épreuve à temps.

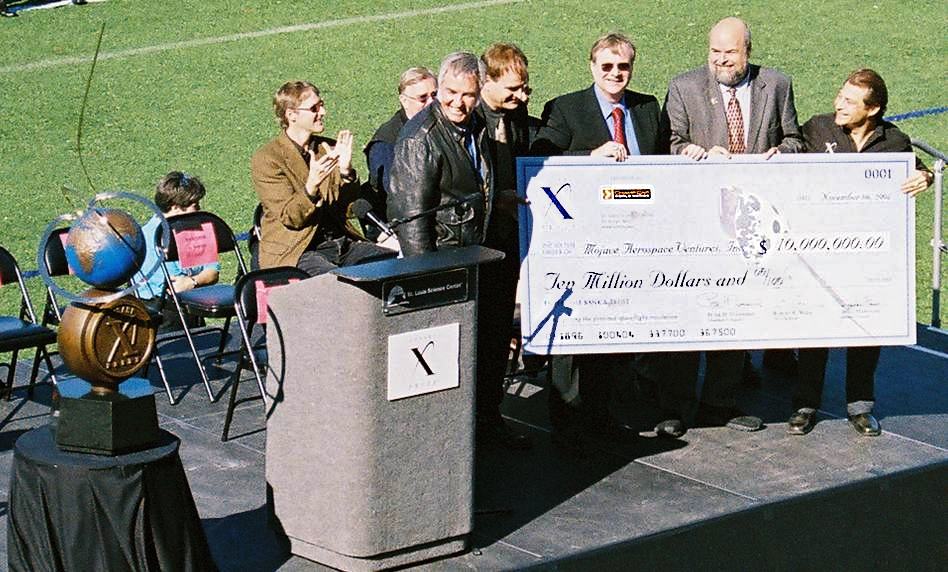
Remise du prix à Burt Rutan et Paul Allen de SpaceShipOne, le 6 novembre 2004.

## Liste des participants
- Acceleration Engineering
- Advent Launch Services
- Aeronautics and Cosmonautics Romanian Assoc. (ARCA)
- Armadillo Aerospace
- Bristol Spaceplanes, Ltd
- Canadian Arrow
- The da Vinci Project
- Pablo de Leon & Associates
- Discraft Corporation
- Flight Exploration
- Fundamental Technology Systems
- HARC
- IL Aerospace Technologies
- Interorbital Systems
- Kelly Space and Technology
- Lone Star Space Access Corporation
- Micro-Space, Inc.
- PanAero, Inc.
- Pioneer Rocketplane, Inc.
- Scaled Composites, LLC
- Space Transport Corporation
- Starchaser Industries
- Suborbital Corporation
- TGV Rockets
- Vanguard Spacecraft

## Liste des donateurs principaux, par ordre de donation
- Anousheh Ansari et Amir Ansari
- First USA (J.P. Morgan Chase), 1 000 000 US$
- New Spirit of St. Louis Organization
- Danforth Foundation, 500 000 US$
- Tom Clancy, 100 000 – 500 000 US$
- J.S. McDonnell (McDonnell Douglas)
- Andrew Taylor (Enterprise Rent-A-Car)
- Andrew Beal (Beal Bank)
- Saint Louis Science Center

## Articles liés
- NASA Centennial Challenges (en)
- Un prix similaire et soutenu par l'équipe du X Prize : le M Prize ou Prix de la Souris Mathusalem, qui vise à l'accroissement radical de l'espérance de vie humaine.
- Anousheh Ansari